# Регіональний ландшафтний парк «Мис Такіль»
Ландшафтно-рекреаційний парк «Мис Такі́ль» — ландшафтний рекреаційний парк в Україні, розташований на сході Керченського півострова на території Єдикуйського району Автономної Республіки Крим. Площа — 850 га. Землекористувач — Єдикуйська (кол. Ленінська) районна державна адміністрація.

## Природа
У 2012 році флора вищих судинних рослин території, запропонованої до заповідання, була представлена 130 видами із 37 родин. Особливу цінність становлять 5 видів рослин, включених до Червоної книги України, 2 види, включених до Європейського Червоного списку, 1 вид, занесений до Червоного списку Міжнародного Союзу Охорони Природи (МСОП), 1 вид, що охороняється Бернською конвенцією про охорону дикої флори і фауни, а також їхніх природних середовищ існування в Європі. Флористичний комплекс мису Такіль представлений 7 ендеміками Криму.
Фауна мису Такіль налічує 12 видів ссавців, 9 видів птахів, 8 видів плазунів, 4 види метеликів; акваторія — 74 види і підвиди риб, 3 види дельфінів. Фауністичний комплекс мису Такіль представлений 8 уразливими видами рептилій, з яких 4 види занесені до Червоної книги України та 4 види включені до додатка II і III до Бернської конвенції про охорону дикої флори і фауни, а також їхніх природних середовищ існування в Європі; 2 види метеликів достовірно відомих і 2 можливо трапляються; 1 вид ссавців; 3 види птахів (можливо трапляються), включених до Червоної книги України.

## Історія
Ландшафтно-рекреаційний парк був створений Постановою Верховної Ради Автономної Республіки Крим від 27.03.2013 № 1196-6/13
Після анексії Криму Росією був визнаний окупаційною владою ландшафтно-рекреаційним парком регіонального значення згідно з Розпорядженням Ради Міністрів Республіки Крим від 5 лютого 2015 року № 69-р
Користувачем було призначене так зване Міністерство екології та природних ресурсів Республіки Крим, яке своїм Наказом від 25.04.2016 № 721 «Про затвердження Положень про ландшафтно-рекреаційні парки регіонального значення Республіки Крим» визначило зонування парку.

## Опис
Парк створений із метою збереження генофонду флори і фауни степового Криму в межах Парку, як еталону екосистем Криму, охорони і збереження цінних природних та історико-культурних комплексів і об'єктів, степових, скельних берегових, прибережно-аквальних і водно-болотних біоценозів; створення умов для ефективного розвитку туризму, відпочинку та рекреаційної інфраструктури в природних умовах із додержанням режиму охорони заповідних природних комплексів та об'єктів; сприяння екологічній освіті та вихованню населення. На території парку забороняється або обмежується будь-яка діяльність, якщо вона суперечить цілям його створення або заподіює шкоду природним комплексам і їх компонентам.
Розташований на мисі Такіль на східному узбережжі Керченського півострова з прилеглим суходолом, що на території Завітненської сільради Ленінського району, за межами населених пунктів. Північна межа проходить південніше озера Солоне (Балчі-коль), західна — доходить до урочища Кременчук і с/г угідь, східна межа — узбережжя Керченської протоки, південна — Чорного моря. Узбережжя скелясте, в акваторії є підводні і надводні камені.
Парк має фунуціональне зонування: заповідна (40 га), регульованої рекреації (637 га), стаціонарної рекреації (3 га), господарська зони (170 га) . Заповідна зона являє узбережжя з мисом Такіль, на північ і на південь від нього. Всередині розташована ділянка (у складі парку) категорії землі спеціального призначення.
Найближчий населений пункт — село Завітне, розташоване північніше, місто — Керч.

## Галерея

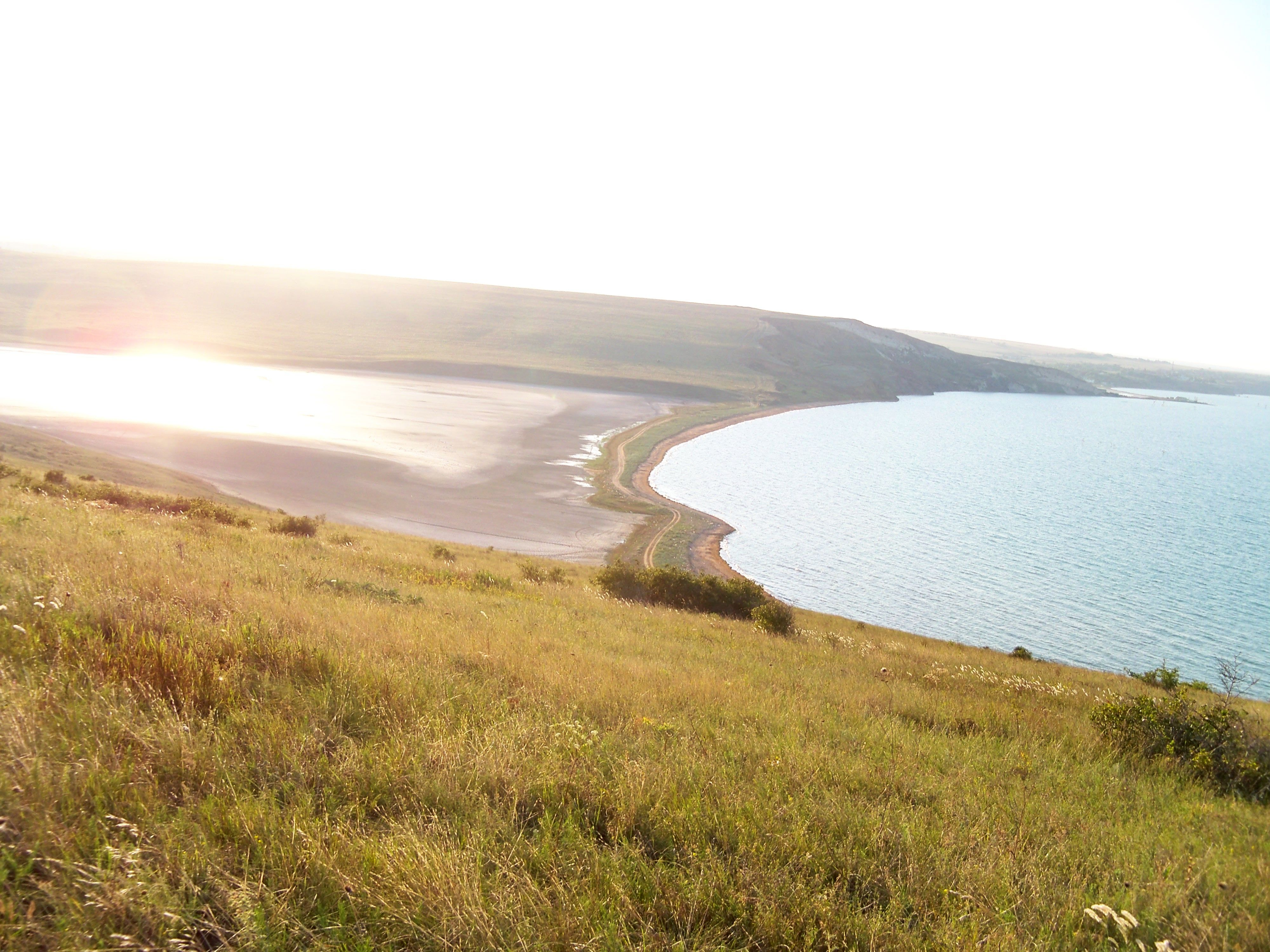
Вид на урочище Пічка
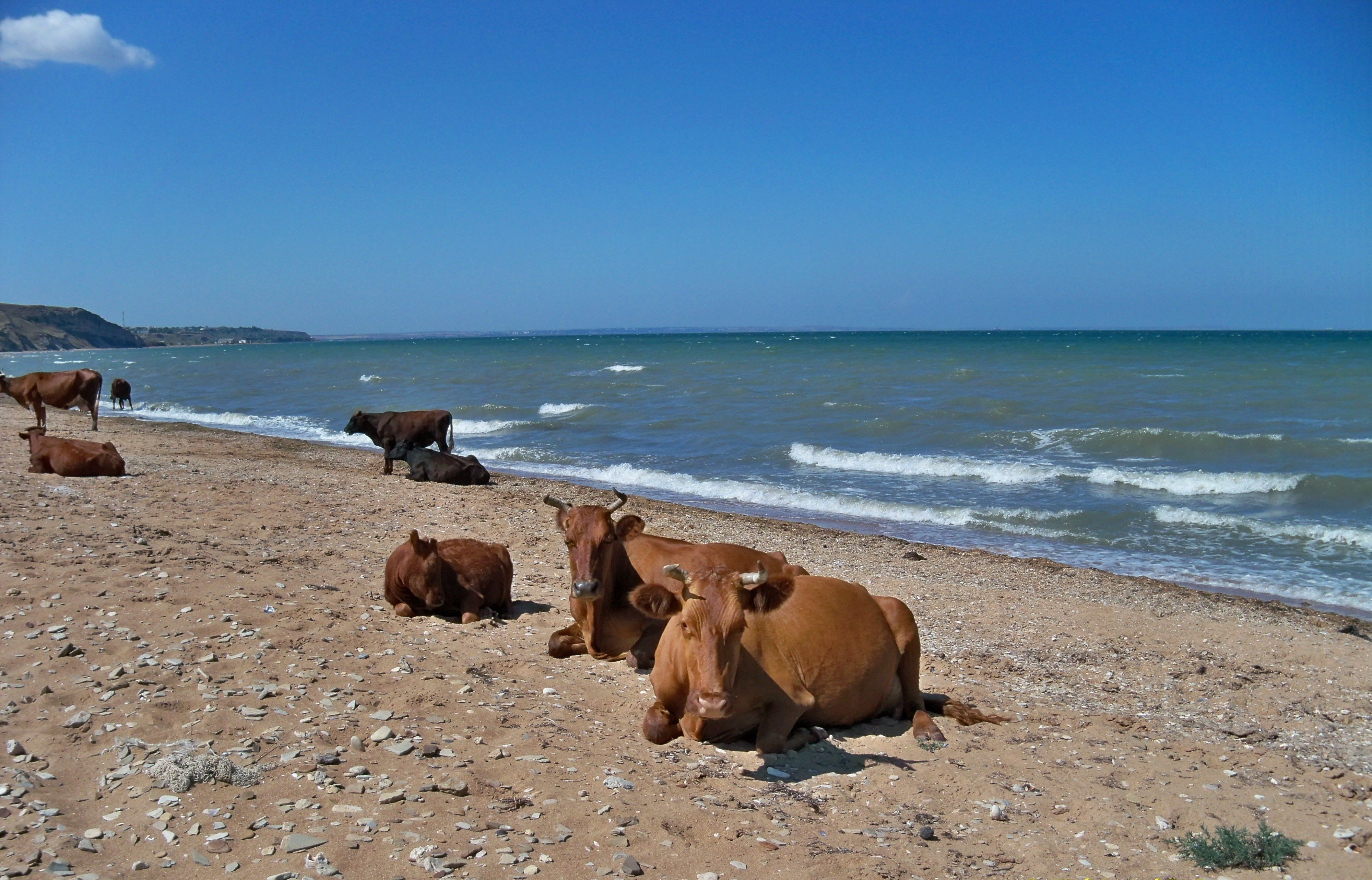
Відпочинок
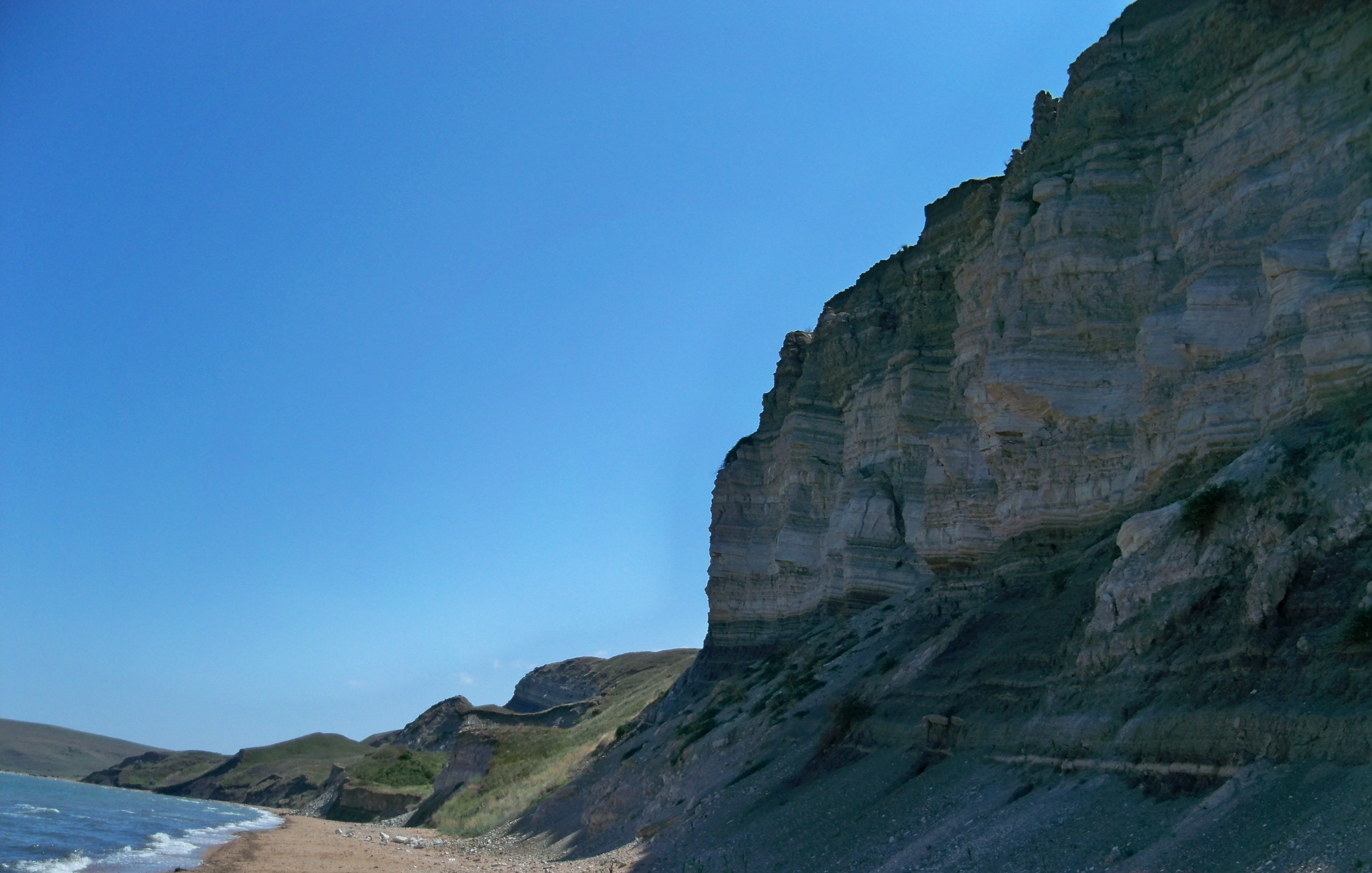
Дорогою на мис Такіль